# Вилхелм Оствалд
Вилхелм Оствалд (на немски: Wilhelm Ostwald; на латвийски: Vilhelms Ostvalds; на руски: Вильгельм Фридрих Оствальд) е руски и латвийски, после германски химик. Получава Нобелова награда за химия за 1909 г. „в знак на признателност за работата му по катализата, а също и за изследването на основните принципи за регулиране на химичното равновесие и скоростта на реакциите“.

## Биография
Роден е на 2 септември 1853 година в Рига, Латвия, в семейство на балтийски немци – бъчваря Готфрид Вилхелм Оствалд и съпругата му Елизабет Лойкел. В гимназията се проявява като добър ученик, като се увлича от физика, химия, литература и рисуване. Въпреки че баща му го съветва да учи инженерно дело, през 1872 г. Оствалд се записва за студент в Химическия факултет на Дорпатския университет (днес Тартуски университет). Четири години по-късно получава бакалавърска степен и остава в университета да следва аспирантура, заемайки едновременно с това длъжността приват-доцент.
През 1878 г. получава докторска степен с дисертацията върху „Оптичния коефициент на пречупване при киселинно-основните реакции“. През 1880 г. се жени за Хелене фон Райхер, дъщеря на хирург от Рига. През 1881 г. е избран за професор по химия в Рижкия политехнически институт. През следващите няколко години написва няколко учебника, които изиграват важна роля за утвърждаването на физическата химия като самостоятелна дисциплина.
През 1887 г. Оствалд е назначен за първи професор по физическа химия в Лайпцигския университет, където сред асистентите и колегите му са Якоб Вант Хоф, Сванте Арениус и Валтер Нернст. През същата година той основава „Списание за физическа химия“ (на немски: Zeitschrift fur physikalische Chemie), чийто редактор остава дълги години. Създава също Немското електрохимическо дружество, което скоро е преобразувано в Немско физико-химическо дружество на Бунзен.
През последните години от живота си Оствалд се включва в различни просветни, културни и реформистки движения, сред които интернационални, пацифистки и движението за запазване на природните ресурси. Участва активно в работата на много международни научни дружества. Занимава се също с въпросите на държавното образование и подготовката на учените.
Умира в дома си близо до Лайпциг на 4 април 1932 г. на 78-годишна възраст. Погребан е в Гросботен.

## Научна дейност
Изобретява т.нар. процес на Оствалд, който се използва за производството на азотна киселина. Това довежда до масовото производство на торове и експлозиви. Работи много в сферата на разтворите и формулира закона за разреждането.
Според Горин международният термин „мол“ е въведен в химията около 1900 година от Оствалд. Оствалд дефинира един мол като молекулното тегло на едно вещество за маса в грамове. Според него това понятие е свързано с идеалния газ. По ирония на съдбата разработването на концепцията за моловете се свързва пряко с философското му противопоставяне на атомната теория, като той и Ернст Мах (1838 – 1916) са едни от последните крепости против тази теория. В разговор с Арнолд Зомерфелд (1868 – 1951) Оствалд му обяснява, че той е променил своите възгледи след като се запознава с обяснението на Айнщайн за брауновото движение.
Освен трудовете си в областта на химията, Вилхелм Оствалд се занимава с множество други сфери. Издава около 40 000 страници, част от които са с философски характер.

## Признание
- Член на Кралското саксонско научно общество (негов наследник днес е Саксонската академия на науките)
- Член на Кралската нидерландска академия на науките
- Член на Унгарската академия на науките
- Член на Академията на изкуствата и науките на САЩ (1905)
- Член на Националната академия на науките на САЩ (1906)
- Член и почетен член на Академия „Леополдина“ (1932)
- Член-кореспондент на Академията на науките в Гьотинген (1901)[2]
- Член-кореспондент на Пруската академия на науките
- Член-кореспондент на Руската академия на науките
- Член-кореспондент на Австрийската академия на науките
- Почетен доктор на университетите в Хале, Кеймбридж, Ливърпул, Торонто, Абърдийн и Карлсруе.

## Трудове
- Lehrbuch der allgemeinen Chemie in zwei Bänden („Учебник по обща химия в два тома“). Engelmann. Leipzig 1885 und 1887.
- Grundriss der allgemeinen Chemie („Елементи на общата химия“). Leipzig: Engelmann, 1889.
- Die wissenschaftlichen Grundlagen der analytischen Chemie: elementar dargestellt („Научни начала на аналитичната химия“). Leipzig: Engelmann, 1894
- Elektrochemie: ihre Geschichte und Lehre („Електрохимия: нейната история и учение“). Leipzig: Veit, 1894 – 1896.
- Grundlinien der anorganischen Chemie. Leipzig: Engelmann, 1900.
- Die Schule der Chemie: erste Einführung in die Chemie für jedermann., Braunschweig: Vieweg, 1903. Bd. 1. Allgemeines; Bd. 2. Die Chemie der wichtigsten Elemente und Verbindungen. 1904.
- Leitlinien der Chemie: 7 gemeinverständliche Vorträge aus der Geschichte der Chemie. Leipzig: Akademische Verlagsgesellschaft, 1906.
- Prinzipien der Chemie: eine Einleitung in alle chemischen Lehrbücher. Leipzig: Akademische Verlagsgesellschaft, 1907.
- Einführung in die Chemie: ein Lehrbuch zum Selbstunterricht und für höhere Lehranstalten. Stuttgart: Franckh, 1910.
- Entwicklung der Elektrochemie in gemeinverständlicher Darstellung. Leipzig: Barth, 1910.
- Die Mühle des Lebens: physikalisch-chemische Grundlagen der Lebensvorgänge. Leipzig: Thomas, 1911.
- Die chemische Literatur und die Organisation der Wissenschaft. Leipzig: Akademische Verlagsgesellschaft, 1919.
- „Победа на научния материализъм“
- „Лекции по натурална философия“